# Atarants
Els atarants (llatí: Atarantes, grec antic: Ἀταράντες) foren una tribu líbia esmentada pels historiadors i geògrafs antics que vivia a un oasi del desert (segurament a l'actual Fezzan), a deu dies dels garamants i deu dels atlants (habitants de l'Atles). Segons Heròdot, l'oasi on vivien era ric en aigua i sal. En destaca dues característiques: que no tenien prenoms i que patien molt la intensitat del sol, que els portava a flastomar i destralejar. També els esmenten Mela i Plini, i autors fragmentaris com Rià i Nicolau de Damasc.
Pel que fa al seu territori, hom ha proposat de situar-los l'entorn de l'oasi de Ghat, o bé entre el llac Txad i el Níger, atès el terme tuareg ataram 'oest'. En qualsevol cas, sembla que no cal oferir gaire credibilitat als deu dies que afirma Heròdot, que molt sovint allarga o escurça les distàncies en excés.
Pel que fa a la interpretació del nom del poble, hom l'ha volgut relacionar amb l'amazic adrar 'muntanya'. Per la seva banda, Barth proposà el haussa atâra, participi del verb târa 'aplegar', 'reunir', de manera que segons aquesta interpretació serien ancestres dels hausses. També hi ha assajos de relacionar-los amb els hammanients que esmenta Plini.